# ژرژ دانتون
ژرژ ژاک دانتون (به فرانسوی: Georges Jacques Danton) ‏ (۱۷۹۴– ۱۷۵۹) در آرسی سور اوب در ایالت شامپانی متولد شد. پدر او نماینده و وکیل شهرداری و تا سال ۱۷۶۳ در قید حیات بود. دانتون به ورزش‌های شمشیربازی و چوگان علاقه بسیار داشت و چون با محیط آموزشگاه‌های مذهبی سازش نداشت مادرش ناگزیر او را در یک آموزشگاه غیر روحانی به نام تروی فرستاد.
دانتون پس از به پایان رساندن این آموزشگاه به خواندن زندگی تاریخدانان و سیاستمداران روم قدیم پرداخت و تحت تأثیر اندیشه جمهوریخواهان روم قرار گرفت. پس از چندی به پاریس رفت و به فراگرفتن علم وکالت پرداخت و پس از آموختن این علم مشغول وکالت شد و همواره جانب مردم تهیدست و فقرا و طبقه سوم را می‌گرفت و در ضمن وارد شغل وکالت دولتی گردید و در سال ۱۷۸۹ با دختری از یک خانواده بورژوا وصلت نمود و رفته رفته صاحب آوازه گشت. وی پیش از وقوع انقلاب کبیر وارد «کلوب کوردلیه» شد و فعالیت‌های سیاسی او علیه حکومت وقت فرانسه آغاز شد و به‌تدریج مورد توجه انقلابیون فرانسه قرار گرفت. دانتون در ابتدا  وارد حزب ژاکوبن شد ولی دیرتر به  ژیروندن ها پیوست.  طبعاً دانتون با پیشوایان ژاکوبینها به مخالفت پرداخت و چون به عقیده او شاه و درباریان را باید زندانی می‌نمودند و حال آنکه ژاکوبین ها  معتقد به محاکمه و اعدام آن‌ها بود. روبسپیر، آنقدر دسیسه بازی نمود و برای دانتون پرونده‌سازی کرد تا مجلس وی را محکوم به مرگ با گیوتین کرد و حکم او در ۵ آوریل ۱۷۹۴ (میلادی) اجرا شد.